# Diocesi di Maina
La diocesi di Maina (in latino Dioecesis Mainensis) è una sede soppressa e sede titolare della Chiesa cattolica.

## Storia
Maina, nella penisola omonima nei pressi di Matapan (Peloponneso), è un'antica sede vescovile della Grecia, suffraganea dell'arcidiocesi di Corinto.
La diocesi è documentata dalle Notitiae Episcopatuum del patriarcato di Costantinopoli a partire dall'inizio del X secolo fino agli inizi del XV secolo. Nell'ultima Notitia conosciuta, Maina è annoverata tra le suffraganee di Monembasia, elevata al rango di sede metropolitana.
La sigillografia ha restituito i nomi di due vescovi, Michele e Teodosio, vissuti tra XI e XII secolo.
Durante la quarta crociata fu istituita una diocesi di rito latino, che ebbe probabilmente vita breve. Infatti, il primo vescovo conosciuto, il francescano Raniero di Pavia, nel 1255 scrisse a papa Alessandro IV chiedendo il permesso di poter ritornare a Pavia, perché a causa della guerra non poteva prendere possesso della sua sede.
Dal 1933 Maina è annoverata tra le sedi vescovili titolari della Chiesa cattolica; la sede è vacante dal 31 agosto 1963.

## Cronotassi

### Vescovi greci
- Michele † (fine XI secolo)
- Teodosio † (XI/XII secolo)

### Vescovi latini
- Raniero di Pavia, O.F.M. † (prima del 15 luglio 1255 - dopo il 24 giugno 1264 deceduto)
- Giacomo di Praga, O.E.S.A. † (1274 - ?)

### Vescovi titolari
- Ambrozij Andrew Senyshyn, O.S.B.M. † (6 luglio 1942 - 10 luglio 1958 nominato eparca di Stamford)
- Pierre-Francis-Lucien-Anatole Boillon † (22 giugno 1962 - 31 agosto 1963 succeduto vescovo di Verdun)